# Nguyễn Viết Thứ
Nguyễn Viết Thứ (1644-1692) là đại thần nhà Lê trung hưng trong lịch sử Việt Nam.

## Sự nghiệp
Nguyễn Viết Thứ người làng Sơn Đồng, huyện Hoài Đức, Hà Nội, Việt Nam.
Năm 21 tuổi (1664), ông đỗ Đình nguyên nhị giáp tiến sĩ đời Lê Huyền Tông, được triều đỉnh bổ dụng.
Năm 1676, Nguyễn Viết Thứ được thăng làm Bồi tụng, Đô cấp sự trung Lại Khoa. Sau đó ông đỗ thứ 2 khoa thi Đông các, được thăng làm Hiệu thư Đông các.
Năm 1691, ông được thăng làm Thượng thư bộ Hình, tước Mai Sơn nam, sau đó vào phủ chúa Trịnh làm Tham tụng.
Năm 1692, ông qua đời khi mới 49 tuổi, được truy tặng là Thượng thư bộ Lại, tước tử.

## Nhận định
Sử gia Phan Huy Chú nhận định về ông như sau:
Ông cầm quyền chính giữ đúng pháp luật, không có tư vị; lại tiến cử người giỏi, là bậc danh thần lúc bấy giờ

## Vinh Danh
Ông được đặt tên đường từ ngã tư Sơn Đồng đến ngã ba đê Song Phương tại Huyện Hoài Đức, Thành phố Hà Nội .